# Vitelotte noire
La vitelotte noire ou vitelotte, autrefois aussi appelée « négresse » ou « truffe de Chine », est une variété de pomme de terre française traditionnelle qui a la particularité d'avoir une peau et une chair violettes. C'est une variété ancienne qui n'est plus cultivée que par quelques exploitants en France.
Les vitelottes noires ont une peau foncée, presque noire, et une chair bleu-violet du fait de leur teneur élevée en anthocyanine. Cette couleur se conserve à la cuisson. Cette variété est tardive et de rendement relativement faible comparé à celui des variétés modernes.
Les tubercules, de forme oblongue, bosselée, aux yeux demi-enfoncés, ont une peau assez épaisse, ce qui facilite leur conservation.

## Histoire

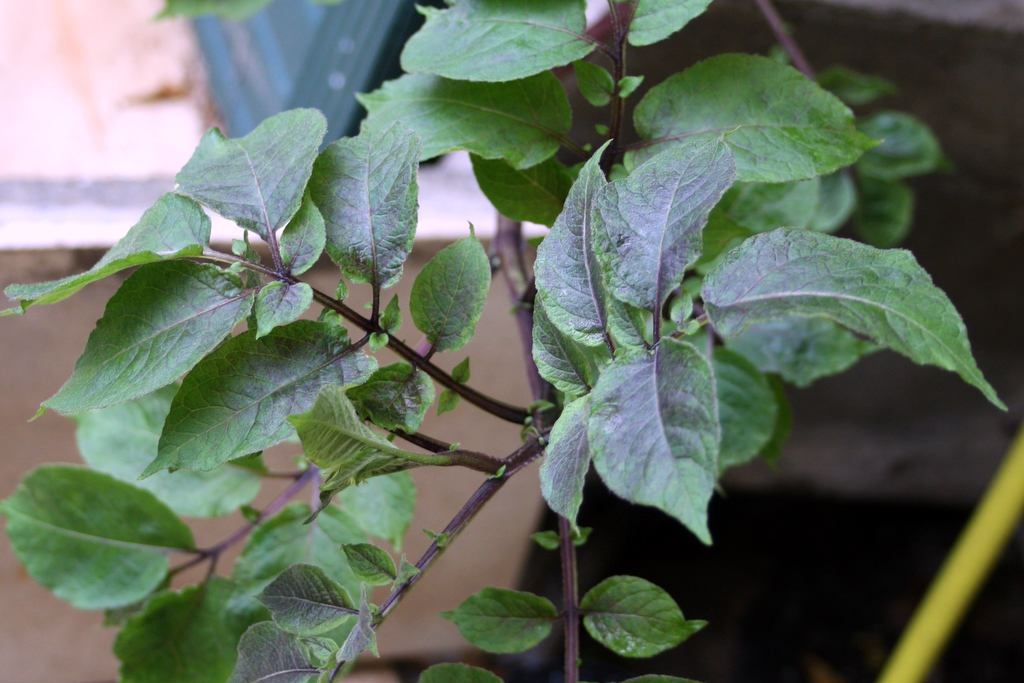
Les tiges et les feuilles de vitelotte noire apparaissent elles aussi violettes, puis verdissent avec le temps.

L'origine de la vitelotte est inconnue mais probablement ancienne. Le terme lui-même est attesté en 1812. Il dériverait de « vit », par analogie de forme, avec le suffixe -elotte. Il a par la suite désigné des variétés de pommes de terre mal définies.
La Vitelotte est une des trois variétés de pommes de terre vendues couramment à la Halle de Paris en 1812 comme l’atteste l’Encyclopédie méthodique de l’Agriculture de Tessier : « L’analyse répétée en diverses années à diverses époques des variétés qu’on débite à la Halle de Paris provenant de divers terrains et récemment en 1812, fut les trois dites patraques blanche, vitelotte et jaune de Hollande ». En 1813 on trouve mention d’une violette cultivée par la Société royale d’Agriculture.
Dans les Mémoires d'agriculture, publiées à Paris en 1817 par la Société royale et centrale d'agriculture, la vitelotte est citée comme l'une des six « espèces » de pomme de terre connues aux halles de Paris, avec la hollande, la jaune, la grise, la violette et la patraque. La vitelotte se subdivise en « variétés » : vitelotte d'été, vitelotte d'hiver ou franche, toutes deux donnant une excellente fécule, et vitelotte bâtarde, à chair rouge jaspée ou striée, considérée comme une mauvaise pomme de terre.
En 1863, le Traité élémentaire d'agriculture recense sous le nom de « vitelottes ou cylindriques » une classe de pommes de terre qui se caractérisent par des tubercules allongés et cylindriques aux yeux nombreux et profonds, mais dont la chair pouvait être blanche, jaune, rose, rouge ou violette, mais il ne cite pas de variété violette.
En 1888, dans une conférence au Concours agricole général de Paris, Henry de Vilmorin décrit la Vitelotte comme une pomme de terre de qualité mais présentant de nombreux yeux enfoncés qui lui donnent le surnom de « mille- z -yeux »  à la Halle de Paris. Cependant, cette variété fait partie des pommes de terre à peau colorée mais à chair claire.
Il décrit ensuite les deux variétés dont la chair est elle-même colorée dans une teinte violette. Il s’agit de la variété Chandernagor, à la chair marbrée de violet, et de ce que Vilmorin appelle une sorte de vitelotte noire nommée en Angleterre Cetewayo et en France la  Négresse, qui est, dit-il, plus mince et plus entaillée, avec une chair très foncée, presque noire, dont il précise que « coupée en rondelles, elle pourrait chez les charcutiers peu honnêtes remplacer le mérinos noir pour la fabrication des truffes artificielles ».
En 1891, Vilmorin dans les Plantes potagères cite la vitelotte comme une « variété rouge longue entaillée », à peau rouge et à chair blanche parfois zonée de rouge, et cite, parmi les pommes de terre violettes, la « négresse », variété semblable à la précédente par la forme du tubercule, mais à la chair presque noire, cette couleur étant considérée par l'auteur comme son seul mérite.

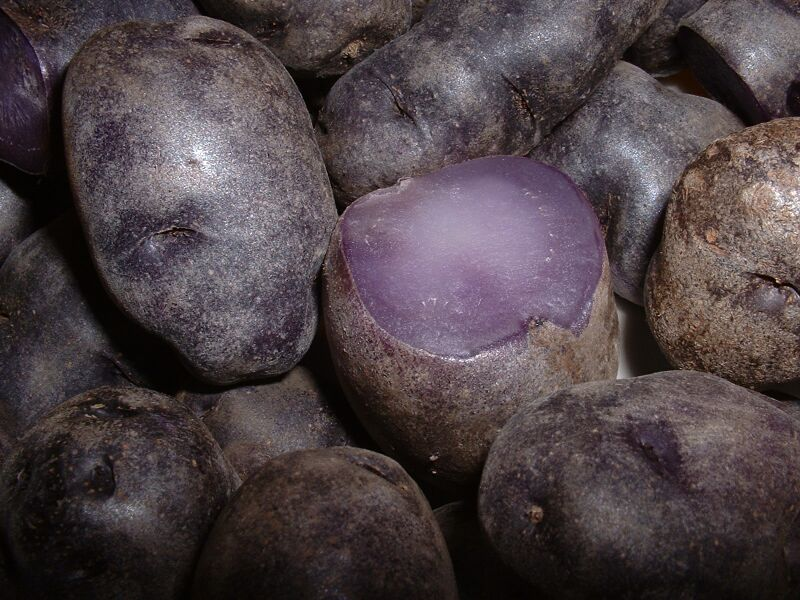
Pommes de terre vitelotte noire.
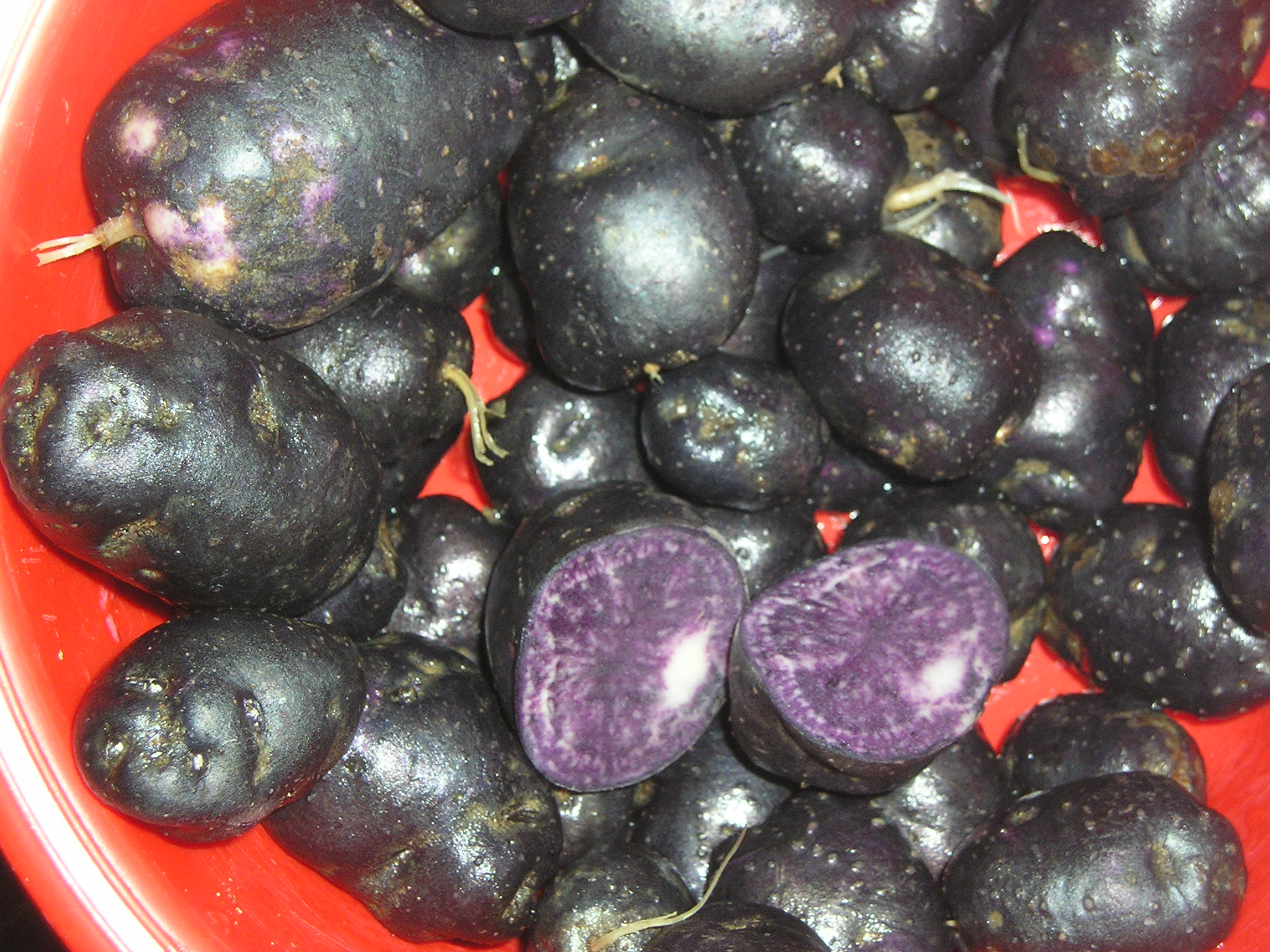
Tubercules entiers et sectionnés.
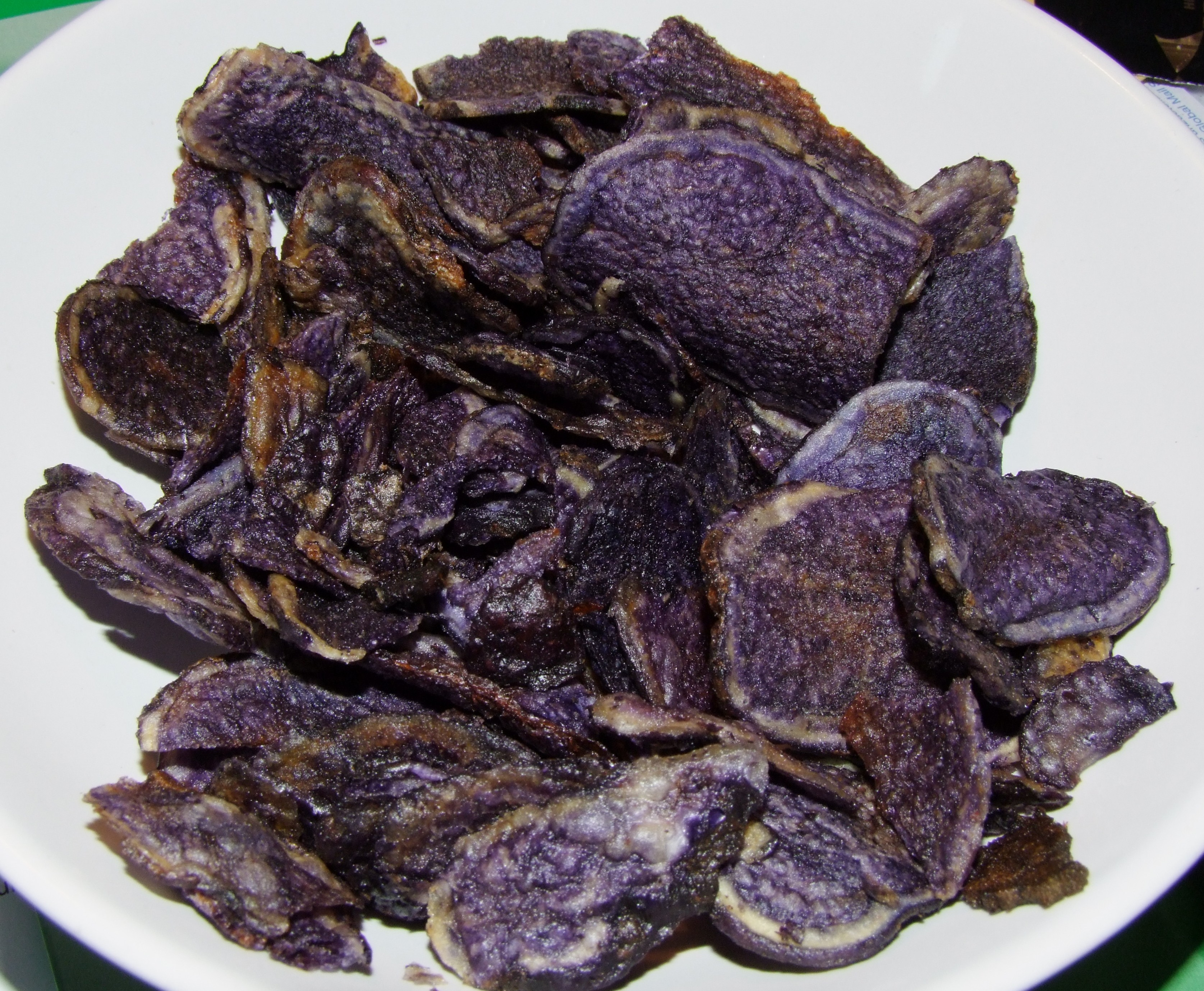
Chips de vitelotte noire.

## Référence littéraire
Alexandre Dumas appréciait particulièrement cette variété. Il écrit ainsi, dans son Grand dictionnaire de cuisine, que « […] les meilleures de toutes [les pommes de terre] sont sans contredit les violettes, préférables même aux rouges, connues à Paris sous le nom de vitelottes. »